# Ready to Rock
Albums de Airbourne
Runnin' Wild
(2007)
Ready To Rock est le premier album du groupe de hard rock australien Airbourne sorti en 2004.
L'album n'est sorti qu'en Australie, et a été produit à uniquement 1000 exemplaires.

## Liste des titres
Toutes les chansons ont été écrites et composées par Joel O'Keeffe.
1. Ready to Rock - 3:24
2. Stand and Deliver - 5:05
3. When the Girl Gets Hot (The Love Don't Stop) - 4:11
4. Come on Down - 6:03
5. Runnin' Hot - 5:12
6. Hotter Than Hell - 4:28
7. Women on Top - 3:47
8. Dirty Angel - 3:36

## Composition
- Joel O’Keeffe (Chant et Guitare solo)
- Ryan O’Keeffe (Batterie)
- David Roads (Guitare rythmique et Chœurs)
- Adam Jacobson (Basse et Chœurs)